# Szalavan tartomány
Szalavan (nemzetközi alakban Salavan) tartomány Laosz déli részén, a Bolaven-fennsíkon található.

## Közigazgatás
Szalavan tartomány a következő körzetekre oszlik:
1. Khongszedone (14-06)
2. Lakhonepheng (14-04)
3. Lao Ngarm (14-07)
4. Szalavan (14-01)
5. Szamuoj (14-08)
6. Ta Oj (14-02)
7. Toomlarn (14-03)
8. Vapj (14-05)

1. ↑  http://lao.unfpa.org/sites/default/files/pub-pdf/PHC-ENG-FNAL-WEB_0.pdf pp. 103